# Мартін Бальдуїн Кіттель
Мартін Бальдуїн Кіттель (нім. Martin Balduin Kittel; 6 січня 1797—24 липня 1885) — німецький натураліст.

## Біографія
Мартін Бальдуїн Кіттель народився в Ашаффенбурзі 6 січня 1797 року (часто вказується 1798, рідше — 1796 рік). У 1819 році вступив до Вюрцбурзького університету. У 1822 році закінчив Мюнхенський університет зі ступенем доктора медицини з відзнакою. У 1825 році вирушив до Парижа для продовження навчання в Сорбонні.
З 1826 року Кіттель працював приват-доцентом філософії у Мюнхенському університеті. У 1831 році отримав призначення на посаду професора в Ашаффенбурзькому ліцеї. Він викладав там до його закриття у 1873 році.
Кіттель в 1876 році випустив «Історію міста Обернбург». Також він займався вивченням геології Баварії.
Бальдуїн Кіттель був одружений з Хульде Вільгельміною Леске (1819—1842). Їх єдина дочка Петра Катаріна стала дружиною племінника Кіттеля, державного службовця Йозефа.
24 липня 1885 року Мартін Бальдуїн Киттель помер у віці 88 років.
Гербарій Кіттеля був переданий Берлінському ботанічному музею (B). Під час Другої світової війни він був знищений.

## Почесті
Мартін Бальдуїн Кіттель був членом Баварської академії наук.
У 1868 році король Людвіг II присвоїв Кіттелю титул придворного радника.
Кавалер ордена Святого Михайла.
У 1903 році у Ашаффенбурзі була названа вулиця на його честь.

## Наукові публікації
- Kittel, B.M. Mémoires d'histoire naturelle. — Paris, 1826. — 144 p.
- Kittel, B.M. Taschenbuch der Flora Deutschlands. — Nürnberg, 1837. — 744 p.
- Kittel, B.M. Taschenbuch der Flora Deutschlands nach dem Linnéischen Systeme. — Nürnberg, 1847. — 507 p.
- Kittel, B.M. Verzeichniss der offenblüthigen Pflanzen der Umgegend von Aschaffenburg. — Aschaffenburg, 1871—1872. — 172 p.
- Martin Balduin Kittel: Taschenbuch der Flora Deutschlands zum Gebrauche auf botanischen Excursionen, Verzeichniß der offenblüthigen Pflanzen der Umgegend von Aschaffenburg und des Spessarts. (Erste-zweite Abtheilung.) J.L. Schrag, Nürnberg 1853
- Martin Balduin Kittel: Die Bau-Ornamente aller Jahrhunderte an Gebäuden der königlich bayerischen Stadt Aschaffenburg. Lieferung 12: Kurze Geschichte des Heil. Geist-, Elisabethen- und Katharinen-Spitall. Aschaffenburg 1861
- Martin Balduin Kittel: Die Bau-Ornamente aller Jahrhunderte an Gebäuden der königlich bayerischen Stadt Aschaffenburg. Lieferung 17: Das Residenzschloss zu Aschaffenburg. Aschaffenburg 1868
- Martin Balduin Kittel: Die meteorologischen Verhältnisse Aschaffenburgs aus 36jährigen Beobachtungen und deren Resultate. Wailandt-Verlag, Aschaffenburg 1869
- Martin Balduin Kittel: Verzeichnis der offenblüthigen Pflanzen der Umgebung von Aschaffenburg und des Spessarts. Wailandt-Verlag, Aschaffenburg, 1871
- Martin Balduin Kittel: Geschichte der Stadt Obernburg. 1876

## Роди рослин, названі на честь М.Б.Кіттеля
- Kittelia Rchb., 1837, nom. superfl. [≡ Cyanea Gaudich., 1829]
- Kittelocharis Alef., 1863, nom. superfl. [≡ Reinwardtia Dumort., 1822]